# Gaga: Five Foot Two

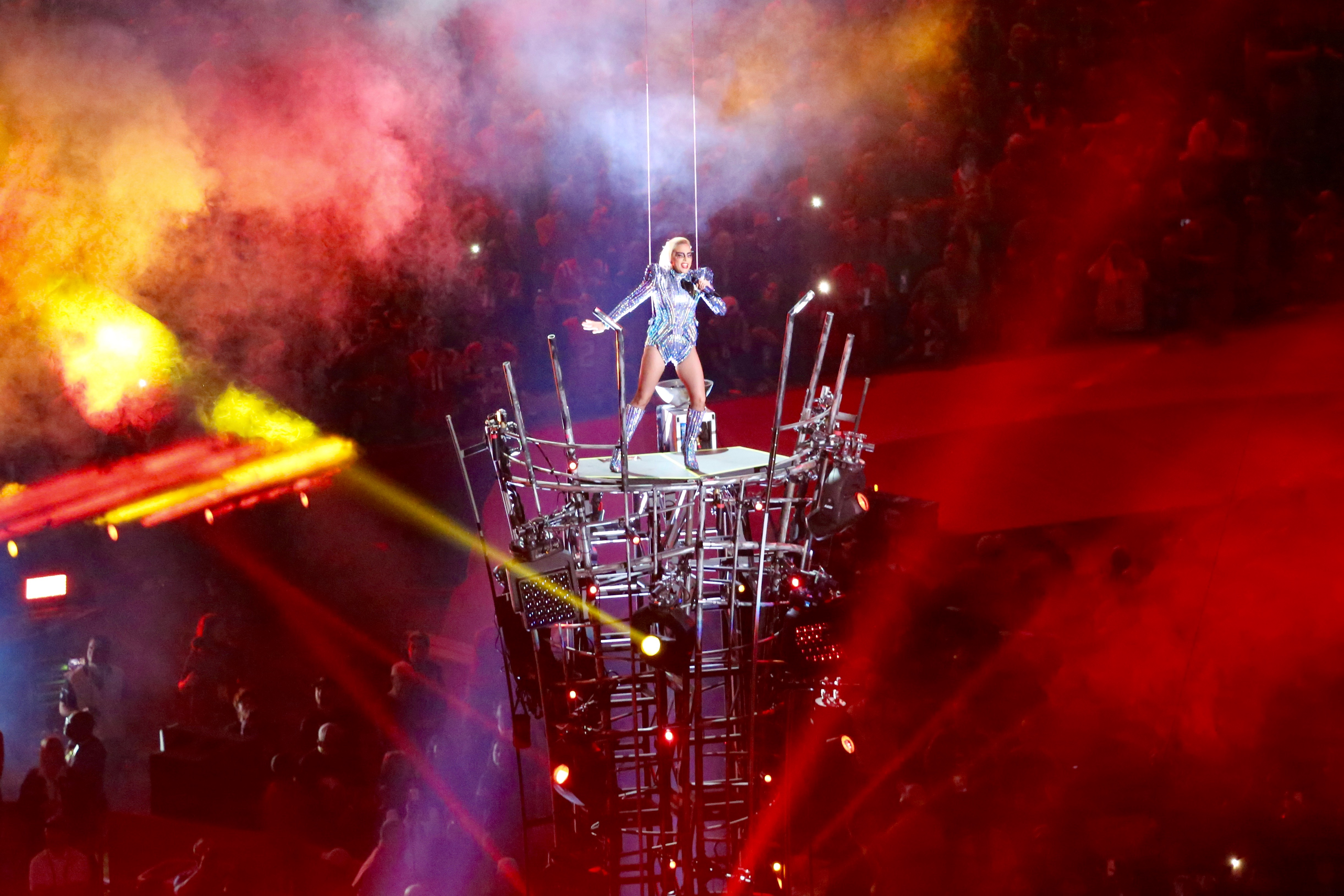
A dokumentumfilm egyik fő témája a Super Bowl LI félidei show, melyet Gaga adott 2017. február 5-én a houstoni NRG Stadionban

A Gaga: Five Foot Two 2017-ben bemutatott dokumentumfilm Lady Gaga amerikai dalszerző-énekesnő és színésznőről. A film Gaga ötödik stúdióalbumának, a Joanne-nek az elkészítéséről és kiadásáról, valamint az énekesnő Super Bowl LI félidei showjáról szól.
A Chris Moukarbel által rendezett filmet 2017. szeptember 8-án a 42. Torontói Nemzetközi Filmfesztiválon mutatták be elsőként, mielőtt világszerte is megjelent volna szeptember 22-én a Netflix internetes streaming szolgáltató felületén.

## Cselekmény
A Netflix szerint a Gaga: Five Foot Two a cinéma vérité filmművészeti irányzatba sorolható. A készítők szabályos forgatókönyvet nem használtak, a történet valóságos eseményeken alapszik, így a nézők korlátok nélkül tekinthetnek Gaga életének kulisszái mögé. A film leginkább az énekesnő Joanne című ötödik stúdióalbumának előkészületeit és felvételét mutatja be. Ezen kívül betekintést nyújt Gaga környezetébe, a rajongókkal való kapcsolatába, illetve fény derül az énekesnő fibromyalgia nevű betegségére, melynek legfőbb tünete az egész testre kiterjedő izom- és ízületi fájdalom. A film továbbá bemutatja, hogy Gaga és csapata miként készült és lépett fel a kritikailag is sokat méltatott Super Bowl LI félidei show keretein belül. A nézők az Amerikai Horror Story című sorozat hatodik, Roanoke című évadának forgatásába is belecsöppenhetnek, amely során az énekesnő a Scáthach nevű boszorkányt alakította. Végezetül szóba kerül a média által is felkapott nézeteltérés Gaga és Madonna között.

## Szereplők
- Lady Gaga
- Angelina Calderone Germanotta (Gaga nagymamája)
- Cynthia Germanotta (Gaga édesanyja)
- Joe Germanotta (Gaga édesapja)
- Natali Germanotta (Gaga testvére)
- Sonja Durham (Gaga barátja és a Haus of Gaga tagja)[a]
- Bobby Campbell (menedzser)
- Tony Bennett (zenész)
- Brian Newman (zenész)
- Florence Welch (zenész)
- BloodPop (producer)
- Mark Ronson (producer)
- Richy Jackson (koreográfus)
- Frederic Aspiras (stylist)
- Ruth Hogben (gyártásvezető)
- Donatella Versace (divattervező)
- Sarah Tanno (sminkes)

Megjegyzések
[a]: Sonja néhány hónappal a film forgatását követően hosszas betegség után elhunyt.

## Fogadtatás
A Gaga: Five Foot Two pozitív fogadtatásban részesült a kritikusok felől. A Rotten Tomatoes oldalán 28 vélemény alapján 71%-ot kapott. Owen Gleiberman filmkritikus a Variety magazinban úgy fogalmazott, hogy „Gaga hatalmas energiát sugároz, emellett rendkívül vicces és körültekintő.” Gleiberman olyan más előadók dokumentumfilmjeihez hasonlította a filmet, mint a Madonna: Truth or Dare (1990). Továbbá gratulált Moukarbel rendezéséhez, aki sikeresen „összekeverte a dolgokat”: egyrészről bemutatta Gaga mélypontjait, másrészt nem feledkezett meg az énekesnő rajongóiról sem, akik folyamatosan új erőt adnak Gaga számára. Leslie Helperin a The Hollywood Reportertől azt a jelenetet méltatta a filmből, amely során Gaga a Joanne című dalt játssza le nagymamája részére.

## Fordítás
- Ez a szócikk részben vagy egészben  a   Gaga: Five Foot Two című angol Wikipédia-szócikk fordításán alapul.  Az eredeti cikk szerkesztőit annak laptörténete sorolja fel. Ez a jelzés csupán a megfogalmazás eredetét és a szerzői jogokat jelzi, nem szolgál a cikkben szereplő információk forrásmegjelöléseként.